# Championnat d'Europe masculin de hockey sur gazon 1970
Navigation
Édition suivante
Le Championnat d'Europe de hockey sur gazon masculin 1970, première édition, se tient à Bruxelles (Belgique).
Il s'est déroulé du 19 au 27 septembre.
L'Allemagne de l'Ouest remporte le tout premier championnat européen en battant les Pays-Bas 3-1 en finale. L'Espagne remporte la médaille de bronze en battant la France 2-1.
Les quatre premières équipes se qualifient pour la Coupe du monde de hockey masculin de 1971. 

## Classement final
| Rang | Équipe               |
| ---- | -------------------- |
|      | Allemagne de l'Ouest |
|      | Pays-Bas             |
|      | Espagne              |
| 4    | France               |
| 5    | Belgique             |
| 6    | Angleterre           |
| 7    | Pologne              |
| 8    | Suisse               |
| 9    | Irlande              |
| 10   | Tchécoslovaquie      |
| 11   | Autriche             |
| 12   | Pays de Galles       |
| 13   | Italie               |
| 14   | Union soviétique     |
| 15   | Écosse               |
| 16   | Finlande             |
| 17   | Hongrie              |
| 18   | Danemark             |
| 19   | Malte                |

 Qualifiée pour la Coupe du monde masculine de hockey sur gazon 1971